# 自然塩
自然塩（しぜんえん）とは、学術用語ではないため明確な定義はないが、
一般的には、
- にがりが多い塩
- 湿った塩
- 加熱処理されていない塩
- 岩塩など自然に結晶化された塩
- 塩田で作った塩

などを指すことが多く、こういった塩を「自然塩」と称する運動により一般に定着した。
類似語として自然海塩、天然塩などがある。製法によっては高度好塩菌を含むものもある。味噌などにも普通に存在するもので基本的に食しても害はないが、まれに塩漬けなどで変色の原因となることがある。

## 概略
なお、現在は2008年（平成20年）4月18日に公正取引委員会より
- 「自然塩」「天然塩」およびそれに類する用語は使用できない。
- 「深層海水使用」により品質が優れていることを表示するにはその合理的な根拠を示す必要がある。
- ミネラル豊富を意味する表記は不当表示となる。

といった内容を主とした「食用塩の表示に関する公正競争規約」が認定されており、食用塩における「自然塩」「天然塩」およびそれに類する用語を表示をすることは広告、商品説明なども含めて禁止されている。
「あらじお（粗塩・荒塩）」・「天然塩」・「自然海塩」なども販売業者独自の定義で使用されているが、学術的に明確な定義のある用語ではない。

## 背景
1971年（昭和46年）4月、「塩業の整備及び近代化の促進に関する臨時措置法」が施行され、日本専売公社が国内需給確保を目的とし、工業産業からの需要が大きかった低コストで不純物の少ない塩をイオン交換膜製塩法によって製造販売し、これに伴って昭和20年代後半から始まった流下式塩田が廃止された。
これに対して、不安を抱いた松山市の有志が中心となり塩田整理に反対するため食塩の品質を守る会愛媛支部（日本自然塩普及会の前身）が、また自然食関係者と消費者グループや学者が集まって食用塩調査会（日本食用塩研究会の前身）が発足し、署名活動などを通して輸入塩ににがり成分を混ぜるなどした製造方法が認められた。1976年には、自然塩復活運動をしていた谷克彦（1937－1985）が大島で太陽熱と風だけで塩を結晶させるタワー式製塩法の実用化に成功し（のちネット式に改良）、日本食用塩研究会を通して会員配布を始めた。こうした活動の中で従来の塩を「化学塩」と称し、それと区別するために、自然塩・自然海塩・天然塩といった名称が用いられるようになった。これにより「伯方の塩」・「赤穂の天塩」・「海の精」といった銘柄の塩の販売が認められることとなった。
1997年（平成9年）、塩事業法施行により塩の製造・販売に関する規制が大幅に緩和されたこととなり、流下式塩田や揚浜式塩田といった昔の製法でつくられた塩が日本各地で製造されるようになり、いわゆる「自然塩」ブームがおきた。
2004年（平成16年）7月、「自然塩」ブームにより銘柄数が増えた家庭用塩について、消費者からは「家庭用塩の表示が分かりにくい」との情報が寄せられていたことから、公正取引委員会は塩販売業者9社に対し、実際には外国産の塩を加工しているのに国内で採取したかのような表示を行っているとして、優良誤認の景品表示法違反の疑いで警告したことを公表した。
2004年（平成16年）9月、東京都は塩業界による表示の自主ルールを策定することを提案した。これを受けて以下のような提案がされたことを機に、「食用塩公正取引協議会準備会」が発足し公正競争規約の作成がなされた。
- 「自然」、「天然」の表示は、使用しない。
- 「ミネラルたっぷり」など、ミネラルの効用・優位性を示す表示は、使用しない。
- 「最高」「究極」など、最上級を示す表示は、根拠となる客観的な事実がある場合を除いて、使用しない。
- 「無添加」の表示は、優良性の根拠となる客観的な事実がなければ、使用しない。
- 食塩の製造方法について、「原料」や「製造過程」の表示枠を独自に設け、消費者にわかりやすく表示する。
- JAS法に基づく必要表示事項の表示（枠内表示）について、「名称」「原材料名」の記載を標準化し、消費者にわかりやすく表示する。